# 가브리에우 바르보자 (1999년)
가브리에우 바르보자(포르투갈어: Gabriel Barbosa, 1999년 3월 17일 ~ )는 브라질의 축구 선수로 포지션은 공격수이다. K리그 등록명은 가브리엘이다.

## 클럽 경력
2021년 6월 29일, FC 서울 입단이 공식 발표되었다.